# Karyn Nishimura-Poupée
Karyn Nishimura-Poupée née Karine Poupée en France le 7 juin 1970, est une journaliste française, correspondante au Japon du groupe de radios publiques Radio France (France Inter, France Info, France Culture), du quotidien français Libération et de l'hebodomadaire Le Point , après avoir été journaliste au bureau de l'Agence France-Presse (AFP) au Japon de décembre 2004 à février 2020.

## Biographie
Karyn Nishimura-Poupée est l'autrice de plusieurs essais sociologiques : 
Les Japonais (éditions Tallandier - septembre 2008, dernière édition actualisée, revue et augmentée parue dans la collection « Texto » en juillet 2021), portrait de la société japonaise contemporaine. 
Histoire du Manga (éditions Tallandier - juin 2010, actualisé en 2016  et 2022 pour l'édition de poche), cheminement parallèle du manga et de la société japonaise de 1850 à 2010. 
Japon, la face cachée de la perfection (éditions Tallandier, octobre 2023).
En février 2024, elle publie son premier roman, L’Affaire Midori (éditions Picquier), dont les thèmes centraux sont les traumatismes liés à l’accident nucléaire de Fukushima, la maltraitance infantile et la peine de mort.
Elle a également publié trois essais au Japon aux éditions Daiwa Shobo : Furansujin mama kisha, Nihon de kosodate suru (フランス人ママ記者、日本で子育てする) en 2012 et Fuben demo ki ni shinai Furansujin, benri na no ni fuan na Nihonjin (不便でも気にしないフランス人、便利なのに不安な日本人) en 2017. 
Furansujin kisha, Nihon no gakko ni odoroku (日本の学校に驚く) en 2024.　
Elle intervient sur la radio FM japonaise J-Wave et tient une chronique bimensuelle dans le quotidien Nikkan Gendai ainsi qu’une chronique mensuelle dans l'hebdomadaire NewsWeek Japan et le magazine Furansu.
Elle est mariée au dessinateur japonais de manga Jean-Paul Nishi, de son vrai nom Taku Nishimura, et apparaît régulièrement dans ses œuvres À nous deux Paris !, Paris, le retour ! et Paris toujours ! publiés en France aux Éditions Philippe Picquier et À nos amours et Ivre du Japon publiés en France chez l’éditeur Kana (groupe Dargaud).
Elle participe aussi au jury de sélection de plusieurs éditions du Prix Konishi pour la traduction de manga en français,.

## Prix
Elle a reçu le prix Shibusawa-Claudel pour son essai Les Japonais  en 2009.
Le 18 mars 2013, elle reçoit les insignes de Chevalier dans l’Ordre national du Mérite.

## Publications
- La téléphonie mobile, Paris, P.U.F., coll. « Que sais-je ? », 2003.
- Les Japonais, Paris, Tallandier, 2008 (prix Shibusawa-Claudel 2009) ; nouvelle édition revue et actualisée, Tallandier, coll. « Texto », 2021.
- Histoire du manga, Paris, Tallandier, 2010 ; nouvelle édition revue et actualisée en 2016 et 2022 (édition de poche).
- (ja) Furansujin mama kisha, Nihon de kosodate suru (フランス人ママ記者、日本で子育てする?), Tokyo, Daiwa Shobo, 2012.
- Internet en Asie (Chine, Corée du Sud, Japon, Inde), coécrit avec Séverine Arsène, Alexandra Soulier, Ingrid Therwath, Jean-Marie Bouissou, Arles, Éditions Picquier, 2013.
- Être jeune en Asie (Chine, Inde, Japon), coécrit avec Jean-Charles Lagrée, Ingrid Therwath, Arles, Éditions Picquier, 2015[12].
- (ja) Fuben demo ki ni shinai Furansujin, benri na no ni fuan na Nihonjin (不便でも気にしないフランス人、便利なのに不安な日本人?), Tokyo, Daiwa Shobo, 2017.
- Japon. La face cachée de la perfection, Paris, Tallandier, 2023.
- L'Affaire Midori (roman), Arles, Éditions Picquier, 2024.